# تشارلز-أوجين مارين
تشارلز-أوجين مارين هو سياسي كندي، ولد في 29 أكتوبر 1925 في Gaspésie–Îles-de-la-Madeleine ‏ في كندا، وتوفي في 7 يونيو 2017 في Sainte-Anne-des-Monts ‏ في كندا. نشط حزبياً في الحزب الكندي التقدمي المحافظ. وقد انتخب عمدة وانتخب عضو مجلس العموم الكندي.